# Ken Spain
John Kenneth "Ken" Spain, född 6 oktober 1946 i Houston, död 11 oktober 1990 i Houston, var en amerikansk basketspelare.
Spain blev olympisk mästare i basket vid sommarspelen 1968 i Mexico City.